# Gary Gensler

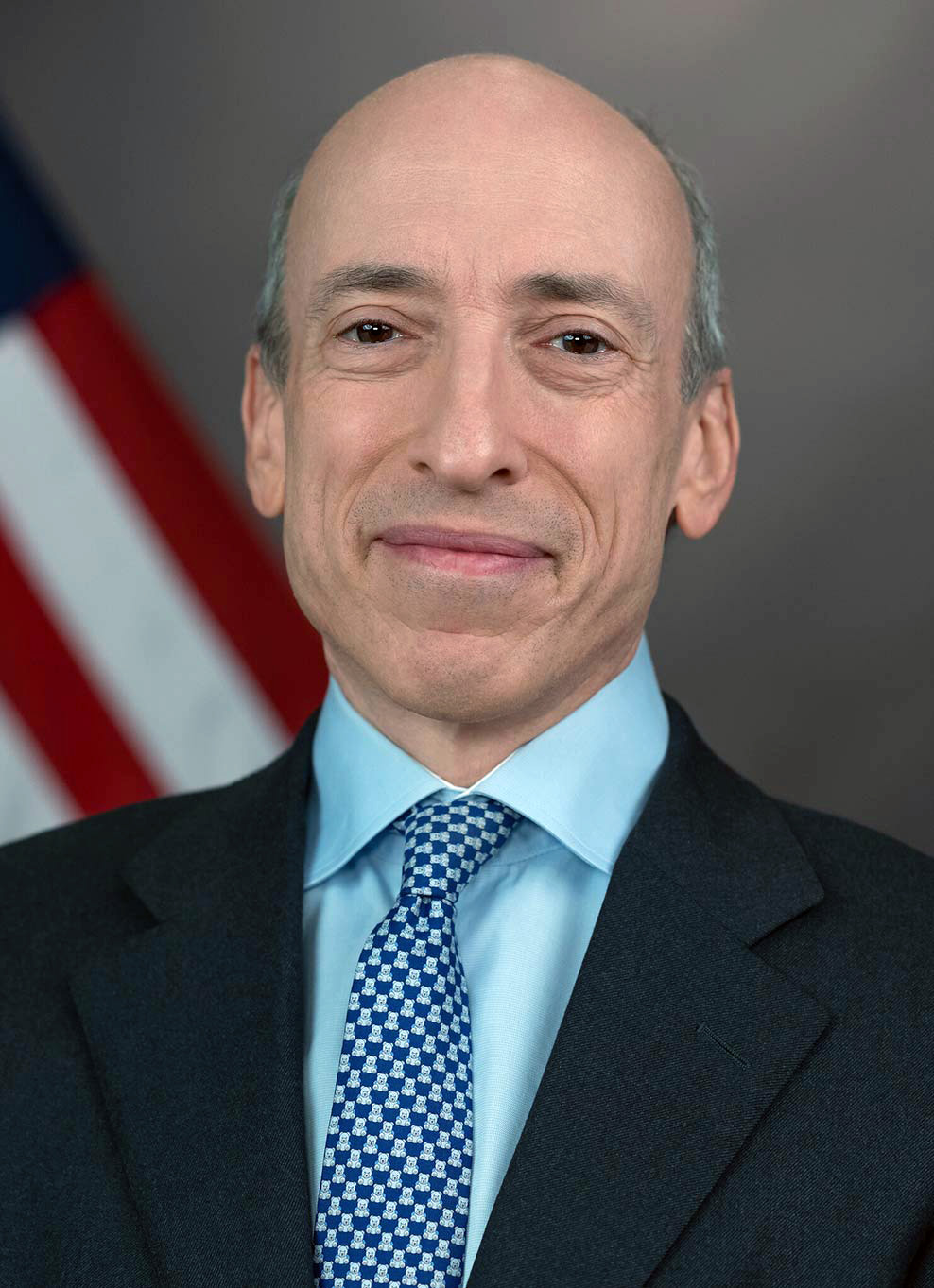
Gary Gensler

Gary Gensler (* 18. Oktober 1957 in Baltimore, Maryland) ist ein US-amerikanischer Politiker. Von April 2021 bis 20. Januar 2025 war er Vorsitzender der SEC, zuvor war er zwischen 2009 und 2014 Vorsitzender der Commodity Futures Trading Commission unter US-Präsident Barack Obama.

## Leben
Gary Gensler wuchs in einer jüdischen Mittelklassefamilie als Sohn eines Automaten-Kleinunternehmers auf. Er absolvierte von 1974 bis 1978 ein Studium an der Wharton School der University of Pennsylvania, das er mit einem B.Sc. der Volkswirtschaftslehre abschloss. 1979 wurde ihm der MBA verliehen. Danach arbeitete Gensler für die amerikanische Investmentbank Goldman Sachs, bevor er seine politische Karriere begann.
Gensler war von 1997 bis 1999 Unterstaatssekretär im US-Finanzministerium (Assistant Secretary of the Treasury); anschließend fungierte er bis 2001 als Staatssekretär (Under Secretary of the Treasury).
2004 fungierte er als Wahlmann für John Kerry im Electoral College.
Im Mai 2009 wurde Gensler an die Spitze der Commodity Futures Trading Commission gewählt und kümmerte sich insbesondere um die Aufarbeitung der Auswirkungen der Weltfinanzkrise auf die Vereinigten Staaten. Dabei wirkte er an der Entwicklung des 2010 erlassenen Dodd–Frank Act mit, mit dem die Finanzaufsicht reformiert wurde, und erließ Verordnungen für die Regulierung des in seinem Zuständigkeitsbereich liegenden Swap-Markts. Zudem war er in die US-amerikanischen Ermittlungen im Zusammenhang mit dem Libor-Skandal involviert, in dessen Folge massive Strafzahlungen für einzelne Banken fällig wurden und die Abschaffung der Manipulationsanffälligen LIBOR beschlossen wurde. Nach Ende der fünfjährigen Amtszeit schied er 2014 aus seinem Amt.
Joe Biden wurde im November 2020 zum US-Präsidenten gewählt und schlug Gensler als Vorsitzenden der SEC vor. Nachdem im März 2021 das United States Senate Committee on Banking, Housing, and Urban Affairs ihn mit 14 zu 10 Stimmen nominiert hatte, wurde er am 19. April vom Senat der Vereinigten Staaten mit 54 zu 45 Stimmen für eine fünfjährige Amtszeit zum Nachfolger von Jay Clayton, der nach seinem Rücktritt im Dezember 2020 kommissarisch von Allison Lee vertreten worden war, an die Spitze der SEC gewählt.
Gensler ist für seinen harten Kurs gegenüber Digital-Währungen wie Bitcoin bekannt. Es wurde jedoch kritisiert, dass der SEC unter Gensler eine klare und einheitliche Leitlinie fehle, so dass unerwartete SEC-Regulierungen anhaltend negative Marktreaktionen in Krypto-Märkten auslösten und die Markteffizienz beeinträchtigen könnten. Der am 5. November 2024 zum US-Präsidenten gewählte Trump sagte im Juli 2024 während seines Wahlkampfs, er wolle Gensler gleich an seinem ersten Tag im Amt (20. Januar 2025) entlassen.
Gensler teilte am 21. November 2024 mit, seinen Posten am 20. Januar 2025 zu räumen. Die juristischen Hürden für Genslers Entlassung sind so hoch, dass er sehr wahrscheinlich bis zum Ablauf seiner Amtszeit im Jahr 2026 hätte im Amt bleiben können.
Gensler war mit Francesca Danieli († 2006) verheiratet, mit der er drei Töchter hat, und lebt in der Nähe von Baltimore.